# اسکیلیگ میچل
اسکلیگ میچل (ایرلندی: Sceilg Mhichíl [ˌʃcɛlʲəɟ ˈvʲɪçi:lʲ]) یا اسکلیگ بزرگ (ایرلندی: Sceilig Mhór [ˈʃcɛlʲəɟ wo:ɾˠ])، یک صخره دوقلوی ۱۱٫۶ کیلومتر (۷٫۲ مایل) در غرب شبه جزیره ایوراق در شهرستان کری، ایرلند است. این جزیره از روی فرشته میکائیل نامگذاری شده است و «اسکلیگ» از کلمه ایرلندی sceilig گرفته شده است که به معنی «خرده سنگ» بوده. جزیره دوقلوی آن، اسکلیگ کوچک (Sceilig Bheag) کوچکتر و غیرقابل دسترس‌تر است (فرود در آن مجاز نیست). دو جزیره ح. ۳۷۴ تا ۳۶۰ میلیون سال پیش در یک دوره تشکیل کوه، همراه با رشته کوه مک‌گیلیکودی ریکز تشکیل شدند و بعدها با بالا آمدن سطح آب از سرزمین اصلی جدا شدند.
اسکلیگ میچل از حدود ۲۲ هکتار (۵۴ جریب فرنگی) سنگ تشکیل شده است که بالاترین نقطه آن، معروف به تُف (اسپیت) دارای ارتفاع ۷۱۴ فوت (۲۱۸ متر) بالاتر از سطح دریا است. این جزیره با قله‌های دوقلوی و دره‌های بین‌المللی (معروف به زین مسیح) مشخص می‌شود که چشم‌انداز آن را شیب‌دار و صعب‌العبور می‌کند. این صومعه بیشتر به خاطر صومعه گالیک خود، که بین قرن‌های ۶ و ۸ میلادی تأسیس شده است، و انواع گونه‌های جانوری ساکن جزیره، که شامل گانت، پفین، کلونی از تیغه‌نوک‌ها و جمعیت تقریباً پنجاه فوک خاکستری است، شناخته شده است.  این جزیره مورد توجه ویژه باستان شناسان است، زیرا سکونتگاه صومعه در وضعیت غیرعادی خود، به خوبی حفظ شده. این صومعه در ارتفاع ۵۵۰ تا ۶۰۰ فوت (۱۷۰ تا ۱۸۰ متر) واقع شده و زین مسیح در ۴۲۲ فوت (۱۲۹ متر) و منطقه پرچم در ۱۲۰ فوت (۳۷ متر) بالاتر از سطح دریا هستند. 
با پله‌های سنگی باریک و شیب دار که از سه نقطه بالا می‌روند، می‌توان به صومعه نزدیک شد. آرامگاه در قله جنوبی دارای یک گذرگاه خطرناک است و تا حد زیادی به روی عموم بسته است. به دلیل عبور و مرور دشوار از سرزمین اصلی و طبیعت در معرض سقوط، جزیره فقط در ماه‌های تابستان قابل دسترسی است. یونسکو اسکلیگ میچل را در سال ۱۹۹۶ در فهرست میراث جهانی قرار داد. 